# 207
Évszázadok: 2. század – 3. század – 4. század
Évtizedek: 150-es évek – 160-as évek – 170-es évek – 180-as évek – 190-es évek – 200-as évek – 210-es évek – 220-as évek – 230-as évek – 240-es évek – 250-es évek
Évek: 202 – 203 – 204 – 205 –  206 – 207 – 208 – 209 – 210 – 211 – 212

## Események

### Római Birodalom
- Lucius Annius Maximust és Caius Septimius Severus Apert választják consulnak.

### Kína
- Cao Cao gondos előkészítés után (melynek során két csatornát is ásat, hogy azon szállítsák az utánpótlást) megtámadja az északi határon túl élő nomád vuhuanokat és a hozzájuk menekült Jüan Sang és Jüan Hszi fivéreket. A Fehér Farkas-hegyi csatában döntő győzelmet arat, ellenfelei a Liaotung-félsziget hadurához, Kung-szun Kanghoz menekülnek. A hadúr megöleti a fivéreket és a vuhuan törzsfőket, fejüket pedig elküldi Cao Caónak.
- Szun Csüan keleti hadúr újabb hadjáratot indít a déli hadúr Liu Piao területének északkeleti tartománya ellen, amelyet Huang Cu hadvezér (aki korábban egy rajtaütésben megölte Szun Csüan apját) véd.

## Születések
- Aemilianus, római császár
- Liu San, Su Han állam császára

## Halálozások
- Jüan Sang, kínai hadúr

## Fordítás
- Ez a szócikk részben vagy egészben  a(z)   207 című német Wikipédia-szócikk ezen változatának fordításán alapul.  Az eredeti cikk szerkesztőit annak laptörténete sorolja fel. Ez a jelzés csupán a megfogalmazás eredetét és a szerzői jogokat jelzi, nem szolgál a cikkben szereplő információk forrásmegjelöléseként.